# Fostter Riviera
Sydney Fernandes (Lyon, 26 de noviembre de 1989), conocido por su nombre artístico Fostter Riviera, es un actor pornográfico y productor de cine portugués de la industria de la pornografía gay. Es uno de los actores portugueses más reconocidos de su rubro. Ha conquistado 5 prémios internacionales, gravado exactamente 300 películas en 7 años.

## Biografía
Nacido en Lyon, Francia, hijo de padres portugueses conservadores devotos de la religión católica. Abiertamente gay, Riviera debutó en la industria pornográfica en 2012. Posteriormente emigró a Alemania para grabar películas en el estudio de Tim Kruger (Timtales.com) ubicado en Berlín,  donde también trabajó para la productora alemana Cazzo Film. También ha trabajado para otros estudios pornográficos, tales como Men.com,  All Real Bareack y Bareback Enterprises (especializadas en sexo bareback), Lucas Entertainment, Treasure Island Media, entre otros. De contextura atlética delgada, su participación en películas pornográficas es multifacética, actuando en un rol sexual versátil en escenas de sexo en pareja, tríos y otras escenas de sexo grupal. En 2019, fue publicado un documental biográfico de su vida llamado "Até que o porno nos separe" ("hasta que el porno los separe" en portugués), donde aparece él mismo como Sydney Fernandes.

## Filmografía
- Dark Tales From Europe: Fight Club (2012; kink.com)
- Hard Hats (2012; MEN.com)
- Amateur Breeder 2 (2013; All Real Bareback)
- Fostter On Tour (2013; Wan Film)
- Fostter Riviera And Sam Porter (2013; All Real Bareback)
- Fostter Riviera Fucks David Avila (2013; timtales.com)
- Fostter Riviera Fucks Italo (2013; timtales.com)
- Knallhart (2013; Cazzo Films)
- Seed Packets (2013; Toxic Unlimited)
- Trained (2013; Eurocreme)
- Adam Killian Leads a Nine-Man Bareback Orgy (2014; lucasentertainment.com)
- Adam Killian Raw Wet Dream (2014; Lucas Entertainment)
- All Real Bareback (2014; All Real Bareback)
- All Real Bareback 11 (2014; All Real Bareback)
- All Real Bareback 13 (2014; All Real Bareback)
- All Real Bareback 3 (2014; All Real Bareback)
- Amateur Breeder 1 (2014; All Real Bareback)
- Bareback Buddies 3 (2014; All Real Bareback)
- BB Party @ My Place (2014; Lucas Entertainment
- Darkroom Cruising (2014; Vimpex)
- Dutch Bareback Meat (2014; All Real Bareback)
- Fostter Riviera Jerks His Uncut Cock Off (2014; lucasentertainment.com)
- Fostter Riviera, Ivan Gregory, and Marco Sessions Fuck Raw (2014; lucasentertainment.com)
- Gangbang (2014; All Real Bareback)
- Raw Tales (2014; Tim Tales)
- Rough Me Up (2014; Toxic Unlimited)
- All Real Bareback 23 (2015; All Real Bareback)
- All Real Bareback 24 (2015; All Real Bareback)
- Best of Fostter Riviera (2015; Wan Film)
- More Tim Tales  (2015; Tim Tales)
- Raw Piss (2015; Lucas Entertainment)
- All Real Bareback 31 (2016; All Real Bareback)
- All Real Bareback 36 (2016; All Real Bareback)
- All Real Bareback 37 (2016; All Real Bareback)
- All Real Bareback 40 (2016; All Real Bareback)
- All Real Bareback 45	(2016;	All Real Bareback)
- Fostter Riviera and Koldo Fuck Hugh Hunter Bareback (2016; timtales.com)
- Fostter Riviera Cums Twice and Fucks His Juice Right Up Ricky's Guts (2016; timtales.com)
- Louis Ricaute Gets Fucked Raw by Rodolfo and Fostter (2016; timtales.com)
- All Real Bareback 47 (2017; All Real Bareback)
- All Real Bareback 48 (2017; All Real Bareback)
- All Real Bareback 49 (2017; All Real Bareback)
- All Real Bareback 50 (2017; All Real Bareback)
- All Real Bareback 51 (2017; All Real Bareback)
- All Real Bareback 53 (2017; All Real Bareback)
- All Real Bareback 59 (2017; All Real Bareback)
- Backdoor Perverts (2017; Bareback Enterprises)
- Bareback Business (2017; All Real Bareback)
- Cock Snatchers (2017; Bareback Enterprises)
- Double Seeding of Newcomer Fabio Toba (2017; timtales.com)
- Euro Cocks 11 (2017; All Real Bareback)
- Euro Cocks 4 (2017; All Real Bareback)
- Euro Cocks 6 (2017; All Real Bareback)
- Fostter Riviera Barebacks Louis Ricaute (2017; timtales.com)
- Ian Torres Gets Double Penetrated by Koldo and Fostter (2017; timtales.com)
- Joaquin Santana's raw Gangbang (2017; timtales.com)
- Louis Ricaute's First Double Penetration (2017; timtales.com)
- Santiago Raw Fucked by Devon Lebron and Fostter Riviera (2017; timtales.com)
- All In (III) (2018; Bareback Enterprises)
- All Real Bareback 61 (2018; All Real Bareback)
- All Real Bareback 62 (2018; All Real Bareback)
- All Real Bareback 64 (2018; All Real Bareback)
- All Real Bareback 69 (2018; All Real Bareback)
- As Hard as You Can (2018; Bareback Enterprises)
- Between Friends (2018; Bareback Enterprises)
- Blow Jobs (2018; All Real Bareback)
- Buddy Fuckers (2018; Bareback Enterprises)
- Buddyfuckers (2018; Bareback Enterprises)
- Cock Knockers (2018; Bareback Enterprises)
- Dirty Bro Fuckers (2018; Bareback Enterprises)
- Eager Studs (2018; Bareback Enterprises)
- Find My Tight Spot (2018; Bareback Enterprises)
- Fucking Ready	(2018; Bareback Enterprises)
- Greedy Fantasies (2018; Bareback Enterprises)
- Heavy Pounding (2018; Bareback Enterprises)
- In Great Demand (2018; Bareback Enterprises)
- Insiders (2018; Bareback Enterprises)
- Passion Breakers (2018; Bareback Enterprises)
- Sam Lewis Gangbang (2018; treasureislandmedia.com)
- Fostter Riviera and Matteo Valentine (2019; treasureislandmedia.com)

## Premios y nominaciones
Fostter Riviera ha sido ganador y nominado en diferentes categorías de premios del cine pornográfico:
| Año  | Categoría                                                        | Premio             | Resultado |
| ---- | ---------------------------------------------------------------- | ------------------ | --------- |
| 2014 | Mejor actor versátil                                             | Premios Hustlaball | Ganador   |
| 2017 | Mejor estrella porno internacional                               | Premios Ninfa      | Ganador   |
| 2019 | Mejor escena de trío: “Louis Ricaute's First Double Penetration” | Premios GayVN      | Nominado  |